# 兴田街道
兴田街道，即指兴城，是中华人民共和国广东省梅州市兴宁市下辖的一个乡镇级行政单位。，地处兴宁市中心，总面积31平方公里，常住居民人口为3.5万人，下辖12个社区和6个村。

## 行政区划
兴田街道下辖以下地区：
大新社区、河背社区、东街社区、兴田社区、宝华社区、官汕社区、金源社区、城东社区、南郊社区、城北社区、西郊社区、宁江社区、米寨村、一联村、管岭村、洋岗村、鹅三村和鹅湖村。